# ایبیراپوآ
ایبیراپوآ (به پرتغالی: Ibirapuã) یک منطقهٔ مسکونی در برزیل است که در باهیا واقع شده‌است. ایبیراپوآ ۸٬۶۹۰ نفر جمعیت دارد.